# Giuseppe Petrocchi
Pour les articles homonymes, voir Petrocchi.
Giuseppe Petrocchi, né le 19 août 1948 à Ascoli Piceno est un prélat catholique italien, archevêque de L'Aquila de 2013 à 2024. Il a été créé cardinal lors du consistoire le 29 juin 2018. 

## Biographie
Il entre au séminaire du diocèse d'Ascoli Piceno en 1965 où il finit ses études secondaires. Il est ensuite envoyé à l'Université pontificale du Latran où il étudie la philosophie et la théologie. Il étudie ensuite à l'Université de Macerata, où il obtient un diplôme de philosophie puis à Rome où il est diplômé de psychologie. En plus de l'italien, il parle français, anglais, allemand et espagnol
Le 14 septembre 1973, il est ordonné prêtre pour le diocèse d'Ascoli Piceno. Il est ensuite chargé de la pastorale des jeunes de 1973 à 1975, fonctionne qu'il cumule avec celle de professeur de religion au lycée scientifique Orsini d'Ascoli Piceno jusqu'en 1978. De 1975 à 1985, il dirige le centre diocésain des vocations et est professeur de philosophie, pédagogie et psychologie dans des établissements d'Ascoli Piceno. Il est aussi curé de Cerreto di Venarotta puis de Trisungo (dans la commune d'Arquata del Tronto) de 1985 à 1998. Parallèlement, il est rédacteur en chef du bulletin diocésain, psychologue au Centre diocésain de conseil familial et enseignant à l'école diocésaine de théologie.
Le 27 juin 1998, il est nommé évêque de Latina-Terracina-Sezze-Priverno, dans le Latium, par le pape Jean-Paul II. Il est ordonné évêque par Silvano Montevecchi, évêque d'Ascoli Piceno, le 20 septembre 1998. 
Le 8 juin 2013, le pape François le nomme archevêque de L'Aquila, dans la région des Abruzzes. Il ne peut prendre ses fonctions dans la cathédrale de la ville, endommagée par le séisme de 2009 et toujours fermée en 2023. Il quitte ses fonctions d'archevêque de L'Aquila le 1er août 2024 pour raison d'âge.
Le 28 juin 2018, il est créé cardinal par le pape François qui lui attribue le titre de cardinal-prêtre de San Giovanni Battista dei Fiorentini.
Le 22 septembre 2018, le pape le nomme membre de la Commission pontificale pour l'État de la Cité du Vatican. Il est nommé membre de la Congrégation pour l'éducation catholique le 6 octobre 2018 et membre de la Congrégation pour les causes des Saints le 27 avril 2019. 
En avril 2020, le pape François crée une commission pour étudier la question de l'ordination diaconale des femmes. Il confie la direction de cette commission au cardinal Petrocchi. Le 6 août 2020, il fait partie des 6 nouveaux cardinaux nommés par François au Conseil pour l'économie du Vatican,.